# Сидерій
Сидерій (від дав.-гр. σίδηρος — залізо) — геологічний період, частина палеопротерозойської ери. Охоплює проміжок часу від 2,5 до 2,3 мільярдів років тому.
Фотосинтизуючі ціанобактерії вивільнили у повітря кисень, що призвело до зміни клімату та до масового вимирання анаеробних організмів.
За сидерію почалось Гуронське зледеніння (почалося 2,4, а закінчилось 2,1 млрд років тому).